# 北方軍集団
北方軍集団（ほっぽうぐんしゅうだん、ドイツ語：Heeresgruppe Nord）は、第二次世界大戦中のナチス・ドイツの東部戦線における陸軍の一軍集団をさす名称である。

## 概要
1941年6月22日のソ連侵攻（バルバロッサ作戦）に向けて新設された3つの軍集団の1つで、開戦後はレニングラードを目標に進撃した。しかし、中央軍集団のモスクワ攻略を優先するため指揮下の第4装甲集団が転属したこと、かつソビエト赤軍がレニングラード前面部に強固な防御陣地を構築したため、強襲による攻略戦から包囲戦（レニングラード包囲戦）に切り替えられた。作戦の切り替え後はレニングラードへの砲撃や爆撃、物資の補給線の遮断を行うも赤軍の抵抗が弱まることは無く、2年以上にも及ぶ長期戦となる。
1943年1月12日、赤軍による反攻により、陸上での補給線が回復されたため、引き続き砲撃や爆撃を行うも、1944年1月の赤軍の攻勢で撤退を余儀なくされ、その後は後退戦となる。
1944年のナルヴァの戦いでは、どうにか戦線を安定させるも、中央部での赤軍による大攻勢バグラチオン作戦とバルト海沿岸部でのバルト海攻勢により、中央軍集団と分断されクールラント半島で孤立化した。
1945年1月25日にクールラント半島で孤立化した第16軍、第18軍がクールラント軍集団を編成、中央軍集団は北方軍集団へと名称を変更した。その後も後退戦を戦い、1945年4月2日に解散した。

## 戦役と作戦

### ポーランド侵攻
北方軍集団の最初の設立は1939年のポーランド侵攻で9月には以下を管理していた。
- 第3軍
- 第4軍
- 4つの師団の予備
  - 第10装甲師団
  - 第73歩兵師団
  - 第206歩兵師団
  - 第208歩兵師団

司令官はフェードア・フォン・ボック であった。
ポーランド侵攻完了後、軍集団は西部戦線に移動し、1939年10月10日にB軍集団と改名された。
- 構成
  - 第6軍
  - 第4軍

### バルバロッサ作戦
バルバロッサ作戦の準備において、北方軍集団は1941年6月22日にC軍集団から再編成された。北方軍集団はヴィルヘルム・フォン・レープ元帥により指揮され東プロイセンに駐留していた。
その戦略的目標はレニングラードであり、戦術的目的はバルト三国の領土と北ロシアにおける中央軍集団の側面（西ドヴィナ川とダウガフピルス-ホルムの軍集団境界の間）の確保であった。バルト攻勢の開始とともに軍集団はリトアニアとベラルーシ北部に展開した。
軍集団は1944年までバルト諸国とロシア北部で戦った。
1941年6月22日の指揮官はヴィルヘルム・フォン・レープ元帥。
配下の軍は次の当面の目標により配備された。
- 第18軍　ケーニヒスベルク（現カリーニングラード）からヴェンツピルスまで - イェルガヴァ
- 第4装甲軍 - プスコフ
- 第16軍 - カウナス、ダウガフピルス
- 軍集団直属
  - 司令部第537通信連隊
  - 司令部第639通信連隊（第2部隊）

#### バルト攻勢
赤軍の頑強な抵抗といくつかの不成功であったラゼーニの戦いのようなカウンター攻撃にもかかわらず、タリン以下全ての作戦目標は達成された。軍集団はレニングラードに接近し、レニングラード包囲が開始された。
バルト諸国が征服された一方で、レニングラード包囲は1944年まで続き、赤軍のレニングラード-ノブゴロド戦略的攻勢により終了した。
1941年9月28日、スペインの青師団が北方軍集団に組み込まれた。

#### 北ロシア攻勢
構成
- 1941年10月
  - 第16軍
  - 第18軍

戦闘
- Nevsky Pyatachokの戦い
- オーロラ作戦

### 北ロシア守備的戦役
1942年1月17日の軍集団司令官はゲオルク・フォン・キュヒラー元帥。
構成
- 1942年9月
  - 第11軍
  - 第16軍
  - 第18軍

- 1942年12月
  - 第16軍
  - 第18軍

戦闘
- デミャンスク包囲戦
- ホルムの戦い
- トロペツ＝ホルム攻勢
- ヴェリーキエ・ルーキの戦い
- クラースニ・ボルの戦い

### バルト守備的戦役
司令官
- 1944年1月9日　ヴァルター・モーデル元帥
- 1944年3月31日　ゲオルク・リンデマン上級大将
- 1944年7月7日　 ヨハネス・フリースナー上級大将
- 1944年7月23日　フェルディナント・シェルナー元帥

構成
- 1944年3月
  - ナルヴァ軍集団
  - 第16軍
  - 第18軍

戦闘
- ナルヴァの戦い
  - ナルヴァ攻勢
  - タンネンベルク線の戦い

- バルト海攻勢
- ポルクニの戦い
- ヴィリニュスの戦い
- メーメルの戦い

クールラント・ポケットに捕らわれた後、1945年1月25日に北方軍集団はクールラント軍集団と改称された。同日、東プロイセンにおいて中央軍集団を改称して新たな北方軍集団が創設された。1945年4月2日、軍集団は解散しスタッフは第12軍司令部を構成した。

### 東プロイセン戦役
北方軍集団（旧中央軍集団）は東プロイセンでのケーニヒスベルクの戦いに派遣された。
1945年4月9日、ケーニヒスベルクはついに赤軍に降伏したが、軍集団の残りはマモノヴォとグダニスクの橋頭堡でヨーロッパでの戦いが終わるまで抵抗を続けていた。
構成
- 1944年10月
  - 第16軍
  - グラッサー軍集団
  - 第18軍

- 1944年11月
  - 第16軍
  - クレッフェル軍集団
  - 第18軍

- 1944年12月
  - 第16軍
  - 第18軍

戦闘
- 東プロイセン攻勢
- ケーニヒスベルクの戦い
- ハイリゲンバイル・ポケット

### 西プロイセン戦役
司令官
- 1945年1月27日　ロタール・レンデュリック上級大将
- 1945年3月12日　ヴァルター・ヴァイス上級大将

構成
- 1945年2月
  - サムランド軍集団
  - 第4軍

戦闘
- 東ポメラニア攻勢
- コルベルクの戦い
- クールラント・ポケット

## 歴代司令官
- ヴィルヘルム・フォン・レープ　（1941.6.22 - ）
- ゲオルク・フォン・キュヒラー　（1942.1.17 - ）
- ヴァルター・モーデル　（1944.1 - ）
- ゲオルク・リンデマン　（1944.3 - ）
- フェルディナント・シェルナー　（1944.7 - ）
- ゲオルク＝ハンス・ラインハルト　（中央軍集団から改名）（1945.1 - ）
- ヴァルター・ヴァイス　（1945.3 - ）